# Nevermore
Pour les articles homonymes, voir Nevermore (homonymie).
Nevermore est un groupe de metal américain, originaire de Seattle, à Washington. Il est formé en 1992 sur les cendres du groupe Sanctuary. La musique de Nevermore mélange différentes influences musicales.

## Biographie

### Débuts (1991–1998)
Le groupe est formé en 1991 à Seattle sous l'impulsion de Warrel Dane et de Jim Sheppard qui avaient préalablement collaboré dans le groupe Sanctuary. Warrel Dane officiant au chant et Jim Sheppard à la basse, s'ajoutent au groupe Jeff Loomis à la guitare et Van Williams à la batterie ; le groupe sort alors sa première démo homonyme en 1992. Ils se font repérer par le label Century Media Records, conquis par la voix atypique de Warrel Dane et le jeu de guitare autodidacte de Jeff Loomis.
Le groupe entre en studio en 1994 pour enregistrer un premier album homonyme avec Neil Kernon qui avait déjà produit des albums de Queensrÿche. L'album est publié en 1995, qui ne contient pas certains titres de la démo, tels que The Dreaming Mind, The World Unborn, The System is Failling, Utopia et Chances Three. Il comprend cependant de nouvelles chansons telles que The Sanity Assassin, What Tomorrow Knows, Sea of Possibilities et Timothy Leary. S'ensuit une tournée, principalement en premières parties d'autres groupes célèbres.
En 1996 le groupe s'enferme à nouveau en studio pour enregistrer l'album The Politics of Ecstasy ; un album très apprécié par la presse spécialisée, qui comporte des chansons à succès telles que The Seven Tongues of God, The Politics of Ecstasy, The Tiananmen Man et The Learning. C'est un tournant pour le groupe, car l'expérience acquise au cours des années précédentes permet la création d'un album bien plus travaillé.

### Nouveaux albums (1999–2010)

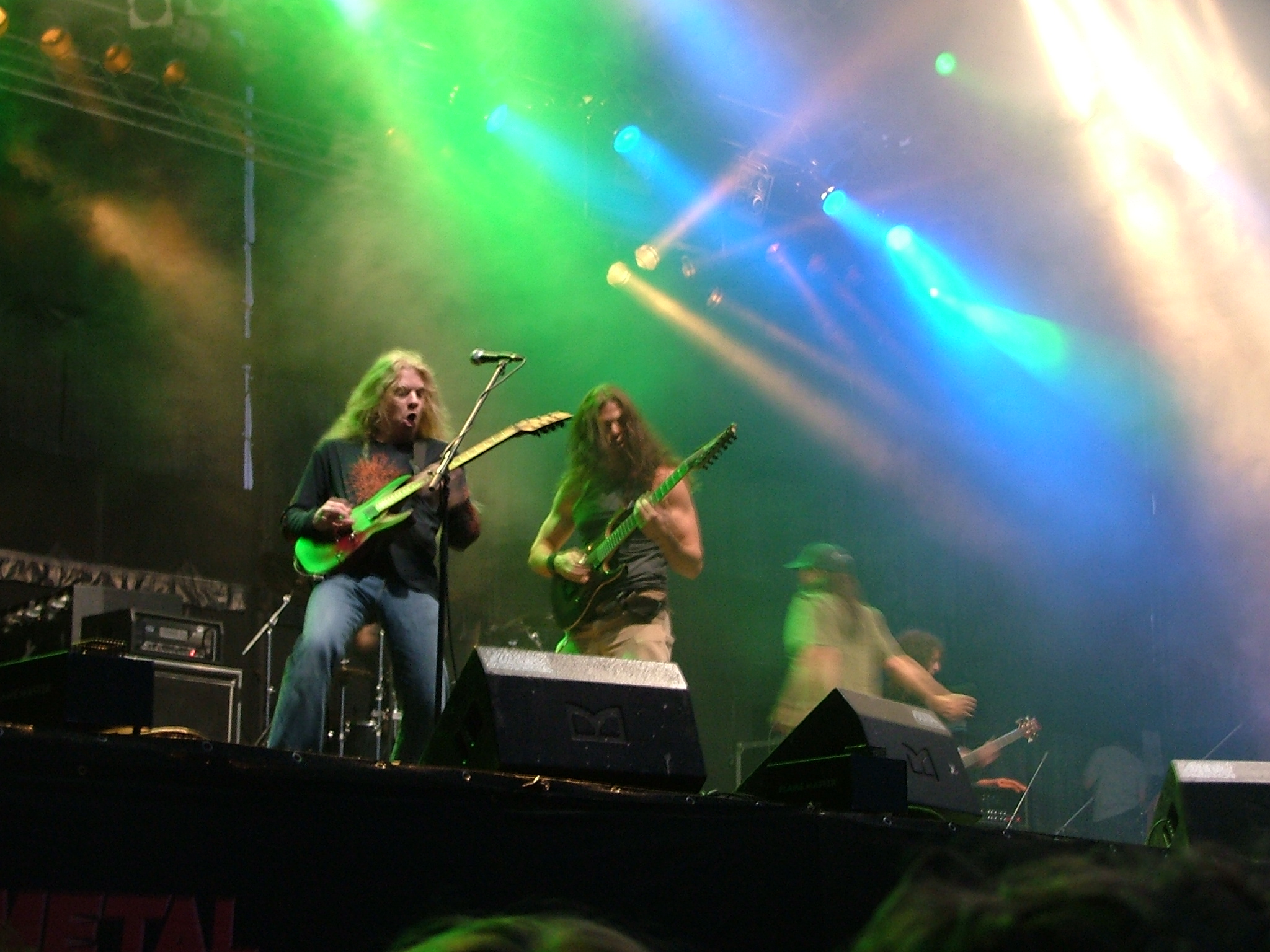
Nevermore sur scène en 2007.

Mais c'est en 1999 que les choses sérieuses commencent, avec la sortie de Dreaming Neon Black, troisième album du groupe qui raconte une histoire très personnelle - puisque c'est ce qui est arrivé a Warrel Dane -, un être aimé qui meurt et une vie qui s'écroule, finissant par le suicide du personnage principal.
Vient ensuite en 2000 le plus gros succès du groupe à ce jour ; produit par Andy Sneap, Dead Heart in a Dead World contient des compositions puissantes et bien construites, ce qui va faire découvrir le groupe à un plus vaste public (notamment européen) avec des prestations mémorables au Wacken Open Air avec la reprise de Metallica que beaucoup de journalistes ont retenu. L'album contient également une surprenante reprise de The Sound of Silence de Simon and Garfunkel. Après deux ans de tournées intensives en compagnie d'une multitude de groupes tels que Dimmu Borgir en 2003, le groupe entre à nouveau en studio pour enregistrer le très attendu successeur de Dead Heart in a Dead World. Mais l'album Enemies of Reality produit par Kelly Gray (ex-Queensrÿche) déçoit de nombreuses personnes, y compris le groupe, puisque le budget attribué par Century Media n'étant pas assez élevé, le son en pâtit.
En 2005, le groupe résigne avec Century Media Records qui remixe totalement l'album Enemies of Reality avec Andy Sneap. Nevermore revient avec This Godless Endeavour, album comportant les titres à succès Born et Final Product ainsi que Sentient 6, une chanson lente appréciée par les fans, et This Godless Endeavour, morceau très travaillé. En avril 2007, le guitariste Steve Smyth annonce officiellement son départ de Nevermore à cause de divergences personnelles et financières.En 2008, Warrel Dane sort son album solo Praises to the War Machine, où Jeff Loomis n'enregistre qu'une seule chanson. Les fans diront que « c'est différent tout en restant dans le même genre[réf. nécessaire]. » La même année, Jeff Loomis sort son album solo instrumental, intitulé Zero Order Phase.

### Pause et possible retour (2011)
En 2011, Jeff Loomis et Van Williams quittent le groupe, mettant fin à leur tournée avec Symphony X. Lors d'une entretien en 2015 avec Warrel Dane, celui-ci explique vouloir enregistrer un nouvel album avec le groupe : « Non, Nevermore n'est pas mort. J'ai quelques projets en réserve. Toutes les paroles sont écrites pour un nouvel album de Nevermore... Quand Jeff et Van ont décidé de quitter le groupe... Le groupe ne s'est pas séparé. Ils ont quitté le groupe. Toutes les paroles de l'[album] sont déjà écrites - toutes. »
Le 13 décembre 2017, Warrel Dane meurt d'une crise cardiaque à São Paulo au Brésil.

## Style musical
Le groupe est connu pour ses nombreux éléments provenant de divers styles musicaux comme le power metal, le hard rock moderne, le heavy metal traditionnel et le thrash metal technique. La musique de Nevermore est souvent classé dans le metal progressif ou le groove metal.

## Membres

### Derniers membres
- Warrel Dane - chant (1991-2011)
- Jeff Loomis - guitare, chœurs (1991-2011)
- Jim Sheppard - basse (1991-2011)
- Van Williams - batterie (1995-2011)

### Anciens membres
- Mark Arrington - batterie (1992-1994)
- Pat O'Brien - guitare (1994-1996)
- Tim Calvert - guitare (1997-2000)
- Steve Smyth - guitare, chœurs (2002, 2004-2007)

Anciens membres live
- Curran Murphy - guitare (2000-2001, 2003-2004)
- Chris Broderick - guitare (2001-2003, 2006, 2007)
- Attila Vörös - guitare (2010-2011)
- James McDonough - basse (2006)
- Tim Johnston - basse (2007)
- Dagna Silesia - basse (2011)
- Adam Gardner - percussions (1995-1996)

## Discographie

### Albums studio
- 1994 : Nevermore
- 1996 : The Politics of Ecstasy
- 1999 : Dreaming Neon Black
- 2000 : Dead Heart in a Dead World
- 2003 : Enemies of Reality
- 2005 : This Godless Endeavor
- 2008 : The Year of the Voyager
- 2010 : The Obsidian Conspiracy

### Démos
- 1992 : Utopia
- 1994 : Demo
- 1996 : In Memory (EP)
- 1998 : Believe in Nothing (single)
- This Godless Endeavor Two-Song Sampler (single)

### DVD
- 2008 : The Year of the Voyager